# قائمة فصول الخيميائي الفولاذي

## قائمة المجلدات
| - 001. "الخيميائيان" (二人の錬金術師 Futari no Renkinjutsushi) - 002. "ثمن الحياة" (命の代価 Inochi no Daika) | - 003. "بلدة التنجيم" (炭鉱の街 Tankō no Machi) - 004. "معركة القطار" (車上の戦い Shajō no Tatakai) |

| - 005. "معاناة الخيميائي" (錬金術師の苦悩 Renkinjutsushi no Kunō) - 006. "يد التدمير اليُمنى" (破壊の右手 Hakai no Migite) | - 007. "بعد المطر" (雨の後 Ame no Ato) - 008. "طريق الأمل" (希望の道 Kibō no Michi) |

| - 009. "منزل العائلة المنتظرة" (家族の待つ家 Kazoku no Matsu Ie) - 010. "حجر الفلاسفة" (賢者の石 Kenja no Ishi) - 011. "الحارسان" (二人の守護者 Futari no Shugosha) | - 012. "تعريف الإنسان" (「人間」の定義 "Ningen" no Teigi) - Gaiden. "احتفال الجيش" (軍部の祭り Gunbu no Matsuri) |

| - 013. "جسد فولاذي" (鋼のからだ Hagane no Karada) - 014. "مشاعر مجرد طفل" (ひとりっ子の気持ち Hitorikko no Kimochi) - 015. "قلب فولاذي" (鋼のこころ Hagane no Kokoro) | - 016. "طُرق منفصلة" (それぞれの行く先 Sorezore no Yukusaki) - Gaiden. "كلب الجيش؟" (軍の犬? Gun no Inu?) |

| - 017. "المدينة المُزدهرة للمُحطَّم" (にわか景気の谷 Niwaka Keiki no Tani) - 018. "قيمة الصدق" (誠意の価値 Seii no Kachi) - 019. "سأفعلها من أجلكم يا جماعة!" (あんた達のかわりに Anta-tachi no Kawari ni) | - 020. "رُعب المعلمة" (師匠の恐怖 Sensei no Kyōfu) - 021. "سر الأخوين" (二人だけの秘密 Futari dake no Himitsu) |

| - 022. "الرجل المُقنَّع" (仮面の男 Kamen no Otoko) - 023. "طرق على باب الجنة" (叩け 天国の扉 Tatake: Tengoku no Tobira) | - 024. "الخيميائي الفولاذي" (鋼の錬金術師 Hagane no Renkinjutsushi) - 025. "معلمة وتلميذ" (師弟のけじめ Shitei no Kejime) |

| - 026. "لمقابلة المعلمة" (主の元へ Aruji no Moto e) - 027. "وحوش دبلِث" (ダブリスの獣たち Daburisu no Kemono-tachi) - 028. "شجاعة أحمق" (匹夫の勇 Hippu no Yū) | - 029. "عين الملك" (王の眼 Ō no Me) - Gaiden. "الملازم الثاني يذهب للمعركة!" (戦う 少尉さん Tatakau: Shōi-san) |

| - 030. "حقيقة ما بداخل الدرع" (鎧の中 真理の奧 Yoroi no Naka: Shinri no Oku) - 031. "الأفعى التي تأكل ذيلها" (己の尾を噛む蛇 Onore no O o Kamu Hebi) - 032. "مبعوث من الشرق" (東方の使者 Tōhō no Shisha) | - 033. "استعراض في رَش فالي" (ラッシュバレーの攻防 Rasshu Barē no Kōbō) - Gaiden. "الخيميائي الفولاذي: الملاك الذي لا يطير" (鋼の錬金術師 翔べない天使 Hagane no Renkinjutsushi: Tobenai Tenshi) |

| - 034. "آثار أقدام زميل حرب" (戦友の足跡 Tomo no Ashimoto) - 035. "خروف التضحية" (生け贄の羊 Ikenie no Hitsuji) | - 036. "خيميائي في محنة" (苦渋の錬金術師 Kujū no Renkinjutsushi) - 037. "جسد مُجرم" (咎人の肉体 Togabito no Nikutai) |

| - 038. "إشارة الهجوم" (反撃ののろし Hangeki no Noroshi) - 039. "تعقيدات في سنترال" (錯綜のセントラル Sakusō no Sentoraru) | - 040. "فيلسوف من الغرب" (西の賢者 Nishi no Kenja) - 041. "على كف البشري المتعجرف" (小さな人間の傲慢な掌 Chiisa na Ningen no Gōman na Tenohira) |

| - 042. "الأب عند القبر" (墓前の父 Bozen no Chichi) - 043. "نهر من طين" (泥の河 Doro no Kawa) | - 044. "القبر الذي لا يحمل اسمًا" (名前の無い墓 Namae no Nai Haka) - 045. "عودة سكار" (傷の男再び Kizu no Otoko Futatabi) |

| - 046. "الصورة البعيدة لظهورهم" (遠くの背中 Tōku no Senaka) - 047. "فتاة ميدان المعركة" (戦場の少女 Ikusaba no Shōjo) | - 048. "وعد المنتظرين" (待ち人の約束 Machibito no Yakusoku) - 049. "وحش بين الرجال" (人中の化け物 Jinchū no Bakemono) |

| - 050. "داخل البطن" (腹の中 Hara no Naka) - 051. "بوابة الظلام" (闇の扉 Yami no Tobira) | - 052. "ملك مأوى الشياطين" (魔窟の王 Makutsu no Ō) - 053. "لافتة الأرواح الإرشادية" (魂の道標 Tamashii no Dōhyō) |

| - 054. "كفاح المُغفَّل" (愚者の足掻き Gusha no Ashikaki) - 055. "جشعيهما" (二人の強欲 Futari no Gōyoku) - 056. "أسد الطاولة المُستديرة" (円卓の獅子 Entaku no Shishi) | - 057. "ندبة إشبال" (イシュヴァールの傷 Ishuvāru no Kizu) - Gaiden. Short Story |

| - 058. "خطوات الدمار" (破滅の足音 Hametsu no Ashioto) - 059. "الخيميائي الخالد" (背徳の錬金術師 Haitoku no Renkinjutsushi) | - 060. "في غياب الإله" (神の不在 Kami no Fuzai) - 061. "بطل إشبال" (イシュヴァールの英雄 Ishuvāru no Eiyū) |

| - 062. "خلف الأحلام" (夢の先 Yume no Saki) - 063. "وعد الـ520 سنز" (520センズの約束 520 Senzu no Yakusoku) | - 064. "جدار برگز الشمالي" (ブリッグズの北壁 Burigguzu no Hokuheki) - 065. "القانون الحديدي" (鉄の掟 Tetsu no Okite) |

| - 066. "ملكة الثلج" (雪の女王 Yuki no Joō) - 067. "شكل هذه الدولة" (この国のかたち Kono Kuni no Katachi) | - 068. "الصورة العائلية" (家族の肖像 Kazoku no Shōzō) - 069. "أساس برگز" (ブリッグズの礎 Brigguzu no Ishizue) |

| - 070. "أول هومنكلس" (始まりのホムンクルス Hajimari no Homunkurusu) - 071. "رجل اللهب المُتأجج" (紅蓮の男 Guren no Otoko) | - 072. "حلقة سلبية، حصاة واحدة حقيقية" (負の連鎖 正の一石 Fu no Rensa, Sei no Isseki) - 073. "حلم يقظة" (白昼の夢 Hakuchū no Yume) |

| - 074. "The Dwarf in the Flask" (フラスコの中の小人 Furasuku no Naka no Kobito) - 075. "يوم إكسركسس الأخير" (クセルクセス最期の日 Kuserukusesu Saigo no Hi) - 076. "شكل البشر: شكل الحجر" (人の形 石の形 Hito no Katachi: Ishi no Katachi) | - 077. "تحول مُفاجئ في دائرة التحويل" (逆転の錬成陣 Gyakuten no Renseijin) - 078. "الخطايا السبع المميتة" (七つの罪 Nanatsu no Tsumi) |

| - 079. "عضَّة النملة" (蟻のひと噛み Ari no Hito Kami) - 080. "`ذكريات أبٍ (瞼の父 Mabuta no Chichi) - 081. "استعادة العافية كاملة" (バリバリの全開 Baribari no Zenkai) | - 082. "عائلة بالروح" (魂の家族 Tamashii no Kazoku) - 083. "اليوم الموعود" (約束の日 Yakusoku no Hi) |

| - 084. "ظل المُطارد" (追跡者の影 Tsuisekisha no Kage) - 085. "الصندوق الفارغ" (空の箱 Kara no Hako) | - 086. "Servant of Darkness" (闇の使者 Yami no Shisha) - 087. "عهد تحت الأرض" (地下道の誓い Chikadō no Chikai) |

| - 088. "مشاعر الأب وابنه" (親子の情 Oyako no Jō) - 089. "عودة الجندي" (戦士の旗艦 Senshi no Kikan) | - 090. "Army of Immortals" (不死の軍団 جيش خالد) - 091. "لمّ شمل للفلاسفة" (賢者の再会 Kenja no Saikai) |

| - 092. "قوة الجميع" (皆の力 Minna no Chikara) - 093. "عدوٌّ لدود" (不倶戴天の敵 Fugutaiten no Kataki) - 094. "نيران الانتقام" (復讐の炎 Fukushū no Honō) | - 095. "Beyond the Inferno" (烈火の先に Rekka no Saki ni) - Special Episode. "Fullmetal Alchemist, Wii: Prince of Dawn, Prologue" (暁の王子—Prologue Akatsuki no Ōji—Prologue) |

| - 096. "بطلتان" (二人の女傑 Futari no Joketsu) - 097. "فيلسوفان" (二人の賢者 Futari no Kenja) - 098. "جشع لا حدود له" (底無しの強欲 Sokonashi no Gōyoku) | - 099. "Eternal Rest" (永遠の暇 Eien no Itoma) - Gaiden. "Daughter of the Dusk—Prologue" (黄昏の少女—Prologue Tasogare no Shōjo—Prologue) |

| - 100. "البوابة الممنوعة" (開かずの扉 Akazu no Tobira) - 101. "التضحية البشرية الخامسة" (5人目の人柱 Goninme no Hitobashira) | - 102. "Before the Door" (扉の前 Tobira no Mae) - 103. "For Whose Sake" (誰のため Dare no Tame) |

| - 104. "مركز العالم" (世界の中心 Sekai no Chūshin) - 105. "عرش الإله" (神の御座 Kami no Miza) | - 106. "The Abyss of Pride" (傲慢の深淵 Puraido no Shin'en) |

| - 107. "المعركة الأخيرة" (最後の戦い Saigo no Tatakai) - 108. "نهاية الرحلة" (旅路の果て Tabiji no Hate) | - Gaiden. "Another Journey's End" (もうひとつの旅路の果て Mō Hitotsu no Tabiji no Hate) |